# Primetime-Emmy-Verleihung 2023
Die 75. Emmy-Verleihung in der Sparte Prime Time (im Original: 75th Primetime Emmy Awards) fand am 15. Januar 2024 statt.
Die Comedyserie The Bear: King of the Kitchen (FX) erhielt mit zehn Emmys die meisten Auszeichnungen, darunter entfielen sechs Preise in den Hauptkategorien. Auf ebenfalls sechs Emmys in den Hauptkategorien kam die Dramaserie Succession (HBO), die im Vorfeld insgesamt 27 Nominierungen erhalten hatte. Die Netflix-Miniserie Beef folgte mit fünf gewonnenen Emmys in den Hauptkategorien sowie drei zusätzlich gewonnenen Preisen in Nebenkategorien.
The Last of Us (HBO, 8 Auszeichnungen), Ted Lasso (Apple TV+, 2 Emmys) und The White Lotus (HBO, 5 Preise) hatten im Vorfeld der Verleihung ebenfalls jeweils mehr als 20 Nominierungen erhalten.

## Preisträger und Nominierungen (Auswahl)

### Sparte Comedy

#### Beste Comedyserie
The Bear
Nominierte:
- Abbott Elementary
- Barry
- Ted Lasso
- Jury Duty
- The Marvelous Mrs. Maisel
- Only Murders in the Building
- Wednesday

#### Bester Hauptdarsteller – Comedyserie
Jeremy Allen White – The Bear
Nominierte:
- Bill Hader – Barry
- Jason Segel – Shrinking
- Martin Short – Only Murders in the Building
- Jason Sudeikis – Ted Lasso

#### Beste Hauptdarstellerin – Comedyserie
Quinta Brunson – Abbott Elementary
Nominierte:
- Christina Applegate – Dead to Me
- Rachel Brosnahan – The Marvelous Mrs. Maisel
- Natasha Lyonne – Poker Face
- Jenna Ortega – Wednesday

#### Bester Nebendarsteller – Comedyserie
Ebon Moss-Bachrach – The Bear
Nominierte:
- Anthony Carrigan – Barry
- Phil Dunster – Ted Lasso
- Brett Goldstein – Ted Lasso
- James Marsden – Jury Duty
- Tyler James Williams – Abbott Elementary
- Henry Winkler – Barry

#### Beste Nebendarstellerin – Comedyserie
Ayo Edebiri – The Bear
Nominierte:
- Alex Borstein – The Marvelous Mrs. Maisel
- Janelle James – Abbott Elementary
- Sheryl Lee Ralph – Abbott Elementary
- Juno Temple – Ted Lasso
- Hannah Waddingham – Ted Lasso
- Jessica Williams – Shrinking

### Sparte Drama

#### Beste Dramaserie
Succession
Nominierte:
- Andor
- Better Call Saul
- The Crown
- House of the Dragon
- The Last of Us
- The White Lotus
- Yellowjackets

#### Bester Hauptdarsteller – Dramaserie
Kieran Culkin – Succession
Nominierte:
- Jeff Bridges – The Old Man
- Brian Cox – Succession
- Bob Odenkirk – Better Call Saul
- Pedro Pascal – The Last of Us
- Jeremy Strong – Succession

#### Beste Hauptdarstellerin – Dramaserie
Sarah Snook – Succession
Nominierte:
- Sharon Horgan – Bad Sisters
- Melanie Lynskey – Yellowjackets
- Elisabeth Moss – The Handmaid’s Tale – Der Report der Magd (The Handmaid’s Tale)
- Bella Ramsey – The Last of Us
- Keri Russell – Diplomatische Beziehungen (The Diplomat)

#### Bester Nebendarsteller – Dramaserie
Matthew Macfadyen – Succession
Nominierte:
- F. Murray Abraham – The White Lotus
- Nicholas Braun – Succession
- Michael Imperioli – The White Lotus
- Theo James – The White Lotus
- Alan Ruck – Succession
- Will Sharpe – The White Lotus
- Alexander Skarsgård – Succession

#### Beste Nebendarstellerin – Dramaserie
Jennifer Coolidge – The White Lotus
Nominierte:
- Elizabeth Debicki – The Crown
- Meghann Fahy – The White Lotus
- Sabrina Impacciatore – The White Lotus
- Aubrey Plaza – The White Lotus
- Rhea Seehorn – Better Call Saul
- J. Smith-Cameron – Succession
- Simona Tabasco – The White Lotus

### Sparte Miniserie bzw. Fernsehfilm

#### Beste Miniserie
Beef
Nominierte:
- Dahmer – Monster: Die Geschichte von Jeffrey Dahmer (Dahmer – Monster: The Jeffrey Dahmer Story)
- Daisy Jones & the Six
- Fleishman is in Trouble
- Obi-Wan Kenobi

#### Bester Hauptdarsteller – Miniserie oder Fernsehfilm
Steven Yeun – Beef
Nominierte:
- Taron Egerton – In with the Devil (Black Bird)
- Kumail Nanjiani – Welcome to Chippendales
- Evan Peters – Dahmer – Monster: Die Geschichte von Jeffrey Dahmer (Dahmer – Monster: The Jeffrey Dahmer Story)
- Daniel Radcliffe – Weird: Die Al Yankovic Story (Weird: The Al Yankovic Story)
- Michael Shannon – George & Tammy

#### Beste Hauptdarstellerin – Miniserie oder Fernsehfilm
Ali Wong – Beef
Nominierte:
- Lizzy Caplan – Fleishman Is in Trouble
- Jessica Chastain – George & Tammy
- Dominique Fishback – Bienenschwarm (Swarm)
- Kathryn Hahn – Tiny Beautiful Things
- Riley Keough – Daisy Jones & The Six

#### Bester Nebendarsteller – Miniserie oder Fernsehfilm
Paul Walter Hauser – In with the Devil (Black Bird)
Nominierte:
- Murray Bartlett – Welcome to Chippendales
- Richard Jenkins – Dahmer – Monster: Die Geschichte von Jeffrey Dahmer (Dahmer – Monster: The Jeffrey Dahmer Story)
- Joseph Lee – Beef
- Ray Liotta – In with the Devil (Black Bird)
- Young Mazino – Beef
- Jesse Plemons – Love & Death

#### Beste Nebendarstellerin – Miniserie oder Fernsehfilm
Niecy Nash-Betts – Dahmer – Monster: Die Geschichte von Jeffrey Dahmer (Dahmer – Monster: The Jeffrey Dahmer Story)
Nominierte:
- Annaleigh Ashford – Welcome to Chippendales
- Maria Bello – Beef
- Claire Danes – Fleishman Is in Trouble
- Juliette Lewis – Welcome to Chippendales
- Camila Morrone – Daisy Jones & the Six
- Merritt Wever – Tiny Beautiful Things